# Eleutherodactylus flavescens
Eleutherodactylus flavescens é uma espécie de anfíbio  da família Eleutherodactylidae.
É endémica da República Dominicana.
Os seus habitats naturais são: florestas subtropicais ou tropicais húmidas de baixa altitude e florestas de mangal tropicais ou subtropicais.
Está ameaçada por perda de habitat.